# Église du Sacré-Cœur de Tampa
L'église du Sacré-Cœur (anglais : Sacred Heart Catholic Church) est une église catholique à Tampa, en Floride, dans le sud-est des États-Unis.